# Afortunadamente no eres tú
Afortunadamente no eres tú es el segundo álbum de estudio de la cantautora mexicana de pop Paty Cantú. El álbum registra en el puesto ochenta y cuatro en las lista de AMPROFON de los discos más vendidos del 2010.

## Promoción
El primer sencillo del material «Afortunadamente no eres tú» se lanzó el 26 de abril de 2010. El sencillo fue lanzado en todas las estaciones de radio para un lanzamiento posterior en iTunes.[cita requerida] El video musical fue grabado el 9 de junio en la Ciudad de México y dirigido por Fausto Terán, el video fue estrenado el lunes 12 de julio en el canal MTV. Ese mismo año, publicó «Clavo que saca otro clavo» su segundo sencillo. El video musical se grabó el 23 de septiembre y se estrenó el jueves 18 de noviembre.[cita requerida] En 2011, se lanzó el tercer sencillo «Goma de mascar», seguido de «Se desintegra el amor».[cita requerida]

## Lista de canciones
| Afortunadamente no eres tú |                              |                                                     |          |  |
| N.º                        | Título                       | Escritor(es)                                        | Duración |  |
| 1.                         | «Afortunadamente no eres tú» | Patricia Cantú · Juan Carlos Moguel · Bruno Danzza  | 3:08     |  |
| 2.                         | «Goma de mascar»             | Cantú · Ángela Dávalos · Daniel Ramírez             | 2:59     |  |
| 3.                         | «Clavo que saca otro clavo»  | Cantú · Jules Ramillano · Danzza                    | 3:15     |  |
| 4.                         | «Se desintegra el amor»      | Cantú · Dávalos · Gustavo Guevara                   | 3:35     |  |
| 5.                         | «Vuelve a amarme»            | Cantú · María Bernal · Michkin Boyzo                | 3:32     |  |
| 6.                         | «No-Oh se apaga»             | Cantú · Dávalos                                     | 3:51     |  |
| 7.                         | «Fe»                         | Cantú · Ramírez · Dávalos                           | 4:18     |  |
| 8.                         | «La que está en vez de mí»   | Cantú · Ramillano · Francisco Oroz                  | 3:14     |  |
| 9.                         | «Fue sólo sexo»              | Cantú · Bernal · Ramillano                          | 2:55     |  |
| 10.                        | «No tengo miedo»             | Cantú · Jesús Navarro · Dávalos                     | 3:33     |  |
| 11.                        | «De nuevo»                   | Cantú · Dávalos · Fernando Laura · Michelle Álvarez | 3:16     |  |
| 37:39                      |                              |                                                     |          |  |

| Afortunadamente no eres tú (iTunes) |                                            |                           |          |  |
| N.º                                 | Título                                     | Escritor(es)              | Duración |  |
| 12.                                 | «Se desintegra el amor (Versión Acústica)» | Cantú · Dávalos · Guevara | 3:34     |  |

| Afortunadamente no eres tú (Edición Especial) |                                                         |                                  |          |  |
| N.º                                           | Título                                                  | Escritor(es)                     | Duración |  |
| 12.                                           | «Clavo Que Saca Otro Clavo (Acústica) (Bonustrack)»     |                                  | 3:20     |  |
| 13.                                           | «Vuelve A Amarme (Acústica) (Bonustrack)»               |                                  | 3:39     |  |
| 14.                                           | «Se Desintegra El Amor (Ft. Benny Ibarra) (Bonustrack)» |                                  | 3:32     |  |
| 15.                                           | «Ellas No Hicieron Esta Canción (Inédita) (Bonustrack)» | Cantú · Rodrigo Dávila · Dávalos | 3:38     |  |
| 16.                                           | «Goma De Mascar (Remix By "El Licenciado")(Bonustrack)» |                                  | 3:37     |  |
| 17.                                           | «Goma De Mascar (Hoodie's Club Mix) (Bonustrack)»       |                                  | 3:50     |  |
| 59:21                                         |                                                         |                                  |          |  |

## Posiciones en la lista
| Listas (2010)             | Mejor posición |
| ------------------------- | -------------- |
| México Top 100 (AMPROFON) | 10             |